# لورين مونتجومري
لورين مونتجومري (بالإنجليزية: Lauren Montgomery)‏ هي رسامة توضيحية ومخرجة أمريكية، ولدت في مايو 1980.

## وصلات خارجية
- لورين مونتجومري على موقع IMDb (الإنجليزية)
- لورين مونتجومري على موقع ألو سيني (الفرنسية)
- لورين مونتجومري على موقع أول موفي (الإنجليزية)
- لورين مونتجومري على موقع قاعدة بيانات الفيلم (الإنجليزية)
- لورين مونتجومري على موقع كينوبويسك (الروسية)